# しし座シータ星
しし座θ星（ししざシータせい、θ Leo / θ Leonis）は、しし座の恒星で3等星。

## 特徴
A型スペクトルの主系列星から準巨星に分類される。およそ4500万年前に誕生したときにはB8型の主系列星であり、将来は質量の大きな白色矮星になるものと考えられている。典型的なAm星で、カルシウムやスカンジウムのような軽い金属が少なく、鉄を含む重い元素が多く見られる。特にストロンチウムやバリウムは通常の恒星の5倍から8倍ほど多い。

## 名称
固有名のシェルタン (Chertan) は、アラビア語で「2つの小さなあばら骨」を意味する al-khurtān に由来する。これは、δ星とθ星による月宿の名前として用いられたものが、近年になったθ星の名称として使われるようになったものである。2016年7月20日、国際天文学連合の恒星の固有名に関するワーキンググループは、Chertan をしし座θ星の固有名として正式に承認した。